# Miss Univers 2008
Miss Univers 2008, est la 57e édition du concours de beauté de Miss Univers qui s'est déroulée le 14 juillet 2008 au Crown Convention Center de Nha Trang au Viêt Nam. 
La cérémonie a été la première grande production télévisuelle américaine qui a eu lieu au Viêt Nam depuis la fin de la Guerre du Viêt Nam. 
La gagnante est la vénézuélienne Dayana Mendoza, Miss Venezuela succédant à la japonaise Riyo Mori, Miss Univers 2007, et devenant ainsi la cinquième vénézuélienne de l'histoire à remporter le titre, 12 ans après Alicia Machado en 1996.

## Résultats
| Résultat final    | Candidate |
| ----------------- | --- |
| Miss Univers 2008 | - Venezuela - Dayana Mendoza |
| 1re dauphine      | - Colombie - Taliana Vargas |
| 2e dauphine       | - République dominicaine - Marianne Cruz |
| 3e dauphine       | - Russie - Vera Krasova |
| 4e dauphine       | - Mexique - Elisa Nájera |
| Top 10            | - Kosovo - Zana Krasniqi - Espagne - Claudia Moro - États-Unis - Crystle Stewart - Italie - Claudia Ferraris - Australie - Laura Dundović           |
| Top 15            | - République tchèque - Eliška Bučková - Hongrie - Jázmin Dammak - Afrique du Sud - Tansey Coetzee - Japon - Hiroko Mima - Vietnam - Nguyễn Thùy Lâm |

## Scores finaux
| \| Pays \| Maillot de bain \| Robe de soirée \| \| ---------------------- \| --------------- \| -------------- \| \| Venezuela \| 9.327 (2) \| 9.697 (2) \| \| Colombie \| 9.433 (1) \| 9.829 (1) \| \| République dominicaine \| 8.983 (6) \| 9.036 (4) \| \| Russie \| 8.414 (7) \| 8.471 (5) \| \| Mexique \| 9.071 (5) \| 9.429 (3) \| \| Kosovo \| 8.120 (8) \| 8.264 (6) \| \| Espagne \| 9.150 (4) \| 8.200 (7) \| \| États-Unis \| 9.207 (3) \| 8.050 (8) \| \| Italie \| 7.671 (10) \| 7.729 (9) \| \| Australie \| 7.814 (9) \| 7.557 (10) \| \| Tchéquie \| 7.386 (11) \| \| \| Hongrie \| 7.229 (12) \| \| \| Afrique du Sud \| 7.133 (13) \| \| \| Japon \| 7.100 (14) \| \| \| Vietnam \| 7.050 (15) \| \| | - Gagnante - 1re Dauphine - 2e Dauphine - 3e Dauphine - 4e Dauphine - Top 10 - Top 15 |                |
| Pays | Maillot de bain                                                                       | Robe de soirée |
| Venezuela | 9.327 (2)                                                                             | 9.697 (2)      |
| Colombie | 9.433 (1)                                                                             | 9.829 (1)      |
| République dominicaine | 8.983 (6)                                                                             | 9.036 (4)      |
| Russie | 8.414 (7)                                                                             | 8.471 (5)      |
| Mexique | 9.071 (5)                                                                             | 9.429 (3)      |
| Kosovo | 8.120 (8)                                                                             | 8.264 (6)      |
| Espagne | 9.150 (4)                                                                             | 8.200 (7)      |
| États-Unis | 9.207 (3)                                                                             | 8.050 (8)      |
| Italie | 7.671 (10)                                                                            | 7.729 (9)      |
| Australie | 7.814 (9)                                                                             | 7.557 (10)     |
| Tchéquie | 7.386 (11)                                                                            |                |
| Hongrie | 7.229 (12)                                                                            |                |
| Afrique du Sud | 7.133 (13)                                                                            |                |
| Japon | 7.100 (14)                                                                            |                |
| Vietnam | 7.050 (15)                                                                            |                |

### Prix spéciaux
| Prix                      | Candidates                      |
| ------------------------- | ------------------------------- |
| Miss Sympathie            | - Salvador – Rebeca Moreno      |
| Meilleur Costume National | - Thaïlande - Gavintra Photijak |

## Candidates

Origine des candidates.

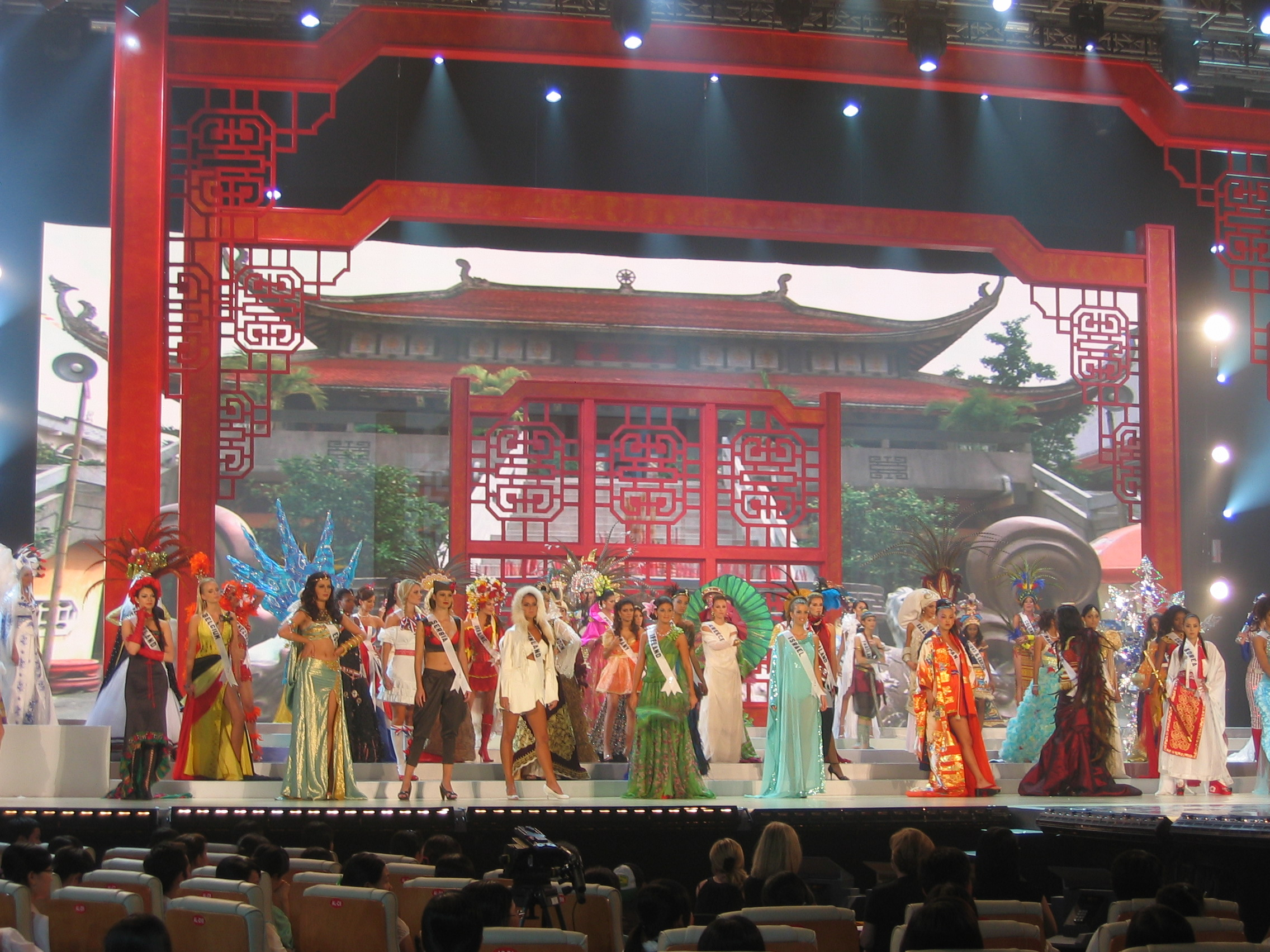
Les candidates en costumes nationaux.

| Pays/territoire représentant | Candidate                    | Âge    | Taille | Domicile               |
| ---------------------------- | ---------------------------- | ------ | ------ | ---------------------- |
| Afrique du Sud               | Tansey Coetzee               | 23 ans | 1,75 m | Johannesburg           |
| Albanie                      | Matilda Mecini               | 19 ans | 1,79 m | Tirana                 |
| Allemagne                    | Madina Taher                 | 21 ans | 1,79 m | Elmshorn               |
| Angola                       | Lesliana Pereira             | 20 ans | 1,75 m | Mbanza-Kongo           |
| Antigua-et-Barbuda           | Athina James                 | 18 ans | 1,80 m | St. John's             |
| Argentine                    | Maria Silvana Belli          | 19 ans | 1,76 m | Villa Krause           |
| Aruba                        | Tracey Nicolaas              | 20 ans | 1,79 m | Oranjestad             |
| Australie                    | Laura Dundovic               | 21 ans | 1,81 m | Sydney                 |
| Bahamas                      | Sacha Scott                  | 19 ans | 1,65 m | Nassau                 |
| Belgique                     | Alizée Poulicek              | 21 ans | 1,76 m | Huy                    |
| Bolivie                      | Kate David                   | 19 ans | 1,79 m | San Ignacio de Velasco |
| Brésil                       | Natálya Anderle              | 22 ans | 1,78 m | Encantado              |
| Canada                       | Samantha Tajik               | 26 ans | 1,78 m | Richmond Hill          |
| Chine                        | Ziya Wei                     | 25 ans | 1,79 m | Chongqing              |
| Colombie                     | Taliana Vargas               | 20 ans | 1,80 m | Santa Marta            |
| Corée du Sud                 | Lee Ji-seon                  | 25 ans | 1,70 m | Séoul                  |
| Costa Rica                   | María Teresa Rodríguez       | 21 ans | 1,68 m | Alajuela               |
| Croatie                      | Snježana Lončarević          | 24 ans | 1,78 m | Zagreb                 |
| Curaçao                      | Jenyfeer Mercelina           | 19 ans | 1,68 m | Willemstad             |
| Chypre                       | Dimitra Sergiou              | 23 ans | 1,83 m | Limassol               |
| Danemark                     | Marie-Sten Knudsen           | 18 ans | 1,82 m | Copenhague             |
| Espagne                      | Claudia Moro                 | 22 ans | 1,80 m | Madrid                 |
| Équateur                     | Domenica Saporitti           | 19 ans | 1,78 m | Guayaquil              |
| Égypte                       | Yara Naoum                   | 20 ans | 1,74 m | Le Caire               |
| Salvador                     | Rebeca Moreno                | 22 ans | 1,65 m | San Salvador           |
| Estonie                      | Julia Kovaljova              | 22 ans | 1,80 m | Tallinn                |
| États-Unis                   | Crystle Stewart              | 26 ans | 1,75 m | Missouri City          |
| Finlande                     | Satu Tuomisto                | 21 ans | 1,75 m | Akaa                   |
| France                       | Laura Tanguy                 | 20 ans | 1,76 m | Angers                 |
| Géorgie                      | Gvantsa Daraselia            | 18 ans | 1,74 m | Tbilisi                |
| Ghana                        | Yvette Nsiah                 | 21 ans | 1,70 m | Accra                  |
| Grèce                        | Dionissia Koukiou            | 22 ans | 1,78 m | Athènes                |
| Guam                         | Siera Robertson              | 18 ans | 1,78 m | Yona                   |
| Guatemala                    | Jennifer Chiong              | 25 ans | 1,68 m | Quetzaltenango         |
| Honduras                     | Diana Gabriela Barrasa       | 22 ans | 1,79 m | Tegucigalpa            |
| Hongrie                      | Jázmin Dammak                | 24 ans | 1,73 m | Budapest               |
| Îles Caïmans                 | Rebecca Parchment            | 26 ans | 1,78 m | West Bay               |
| Îles Turques-et-Caïques      | Angelica Lightbourne         | 19 ans | 1,67 m | Providenciales         |
| Inde                         | Simran Kaur Mundi            | 22 ans | 1,79 m | Mumbai                 |
| Indonésie                    | Putri Raemawasti             | 21 ans | 1,70 m | Blitar                 |
| Irlande                      | Lynn Kelly                   | 20 ans | 1,77 m | Dublin                 |
| Israël                       | Shunit Faragi                | 21 ans | 1,80 m | Kiryat Tivon           |
| Italie                       | Claudia Ferraris             | 19 ans | 1,74 m | Bergame                |
| Jamaïque                     | April Jackson                | 19 ans | 1,80 m | Ocho Rios              |
| Japon                        | Hiroko Mima                  | 21 ans | 1,73 m | Tokushima              |
| Kazakhstan                   | Alfina Nassyrova             | 20 ans | 1,78 m | Almaty                 |
| Kosovo                       | Zana Krasniqi                | 19 ans | 1,72 m | Prishtina              |
| Malaisie                     | Levy Li Sun Lim              | 20 ans | 1,70 m | Terengganu             |
| Maurice                      | Olivia Carey                 | 19 ans | 1,70 m | Vacoas                 |
| Mexique                      | Elisa Nájera                 | 21 ans | 1,85 m | Celaya                 |
| Monténégro                   | Daša Živković                | 19 ans | 1,80 m | Nikšić                 |
| Pays-Bas                     | Charlotte Labee              | 22 ans | 1,82 m | La Haye                |
| Nouvelle-Zélande             | Samantha Powell              | 21 ans | 1,78 m | Paraparaumu            |
| Nicaragua                    | Thelma Rodríguez             | 19 ans | 1,78 m | Chinandega             |
| Nigeria                      | Stephanie Oforka             | 20 ans | 1,80 m | Port Harcourt          |
| Norvège                      | Mariann Birkedal             | 21 ans | 1,73 m | Stavanger              |
| Panama                       | Carolina Dementiev Justavino | 19 ans | 1,75 m | Panama City            |
| Paraguay                     | Giannina Rufinelli           | 22 ans | 1,71 m | Luque                  |
| Pérou                        | Karol Castillo               | 18 ans | 1,83 m | Trujillo               |
| Philippines                  | Jennifer Barrientos          | 22 ans | 1,75 m | San Mateo              |
| Pologne                      | Barbara Tatara               | 24 ans | 1,78 m | Łódź                   |
| Porto Rico                   | Ingrid Marie Rivera          | 24 ans | 1,78 m | Dorado                 |
| République dominicaine       | Marianne Cruz                | 23 ans | 1,82 m | Salcedo                |
| Tchéquie                     | Eliška Bučková               | 18 ans | 1,79 m | Strážnice              |
| Royaume-Uni                  | Lisa Lazarus                 | 20 ans | 1,78 m | Swansea                |
| Russie                       | Vera Krasova                 | 20 ans | 1,78 m | Moscou                 |
| Serbie                       | Bojana Borić                 | 21 ans | 1,80 m | Sremska Mitrovica      |
| Singapour                    | Shenise Wong                 | 26 ans | 1,73 m | Singapour              |
| Slovaquie                    | Sandra Manáková              | 20 ans | 1,80 m | Bratislava             |
| Slovénie                     | Anamarija Avbelj             | 20 ans | 1,78 m | Lukovica               |
| Sri Lanka                    | Aruni Rajapaksha             | 24 ans | 1,70 m | Kandy                  |
| Suisse                       | Amanda Ammann                | 21 ans | 1,71 m | Abtwil                 |
| Tanzanie                     | Amanda Ole Sulul             | 21 ans | 1,78 m | Arusha                 |
| Thaïlande                    | Gavintra Photijak            | 21 ans | 1,78 m | Nong Khai              |
| Trinité-et-Tobago            | Anya Ayoung-Chee             | 26 ans | 1,73 m | Maraval                |
| Turquie                      | Sinem Sülün                  | 19 ans | 1,80 m | Istanbul               |
| Ukraine                      | Eleonora Masalab             | 19 ans | 1,78 m | Kharkiv                |
| Uruguay                      | Paula Díaz                   | 19 ans | 1,80 m | Ciudad de la Costa     |
| Venezuela                    | Dayana Mendoza               | 22 ans | 1,78 m | Caracas                |
| Vietnam                      | Nguyễn Thùy Lâm              | 20 ans | 1,68 m | Thái Bình              |

## Ordre d'annonce des finalistes
| 1. Venezuela 2. Kosovo 3. Mexique 4. Vietnam 5. Afrique du Sud 6. Australie 7. Japon 8. République dominicaine 9. Italie 10. Colombie 11. Russie 12. Hongrie 13. République tchèque 14. États-Unis 15. Espagne | 1. Kosovo 2. Australie 3. Espagne 4. Mexique 5. Colombie 6. États-Unis 7. République dominicaine 8. Russie 9. Italie 10. Venezuela 1. Colombie 2. Venezuela 3. République dominicaine 4. Mexique 5. Russie |

## Invités musicaux
- Ouverture de cérémonie : Love Today de Mika
- Défilé en maillot de bain : Just Dance de Lady Gaga (Performance en Live)
- Défilé en robe de soirée : Magic de Robin Thicke

## Observations